# Beth Littleford

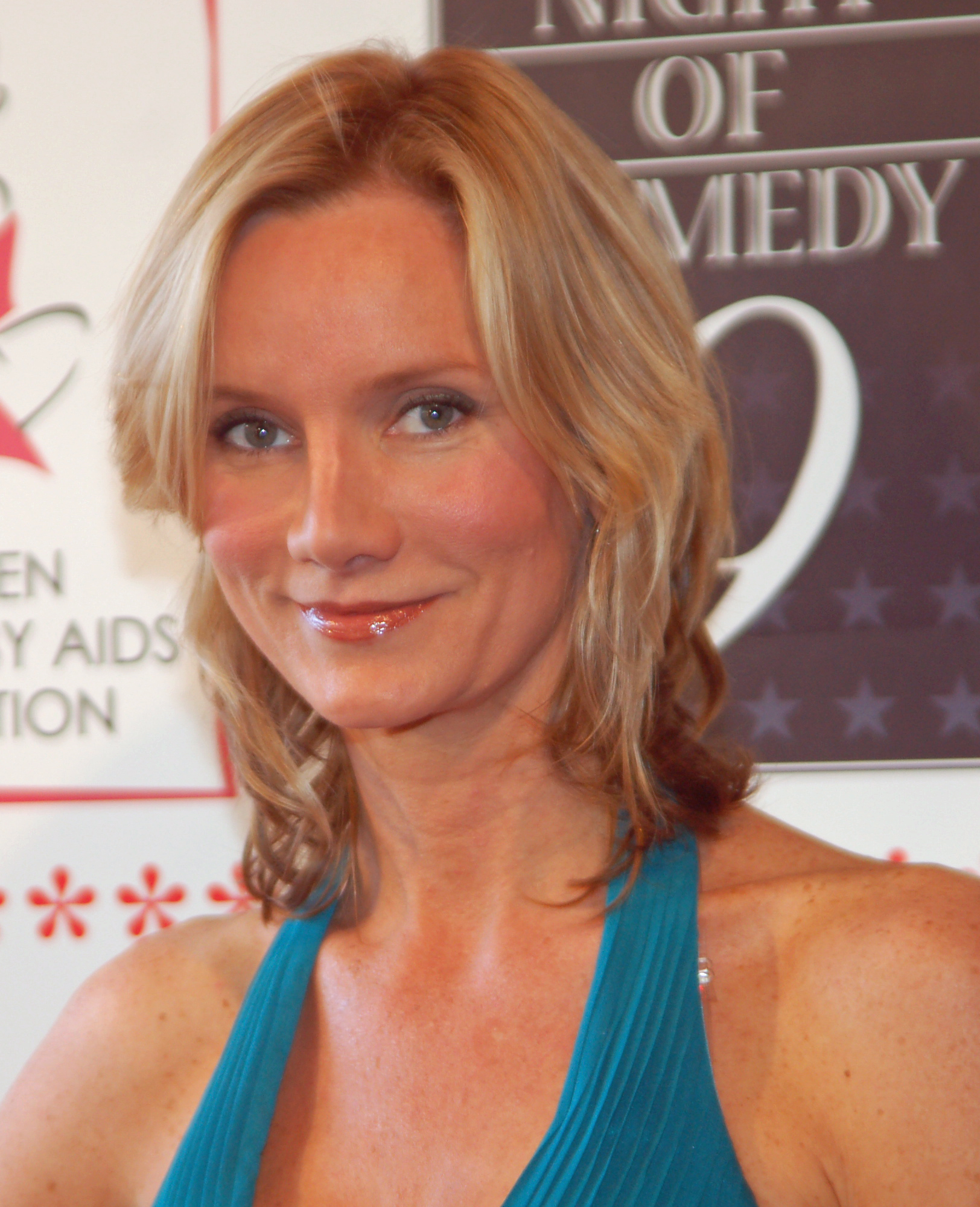
Beth Littleford (2011)

Elizabeth Anna Halcyon Littleford (* 17. Juli 1968 in Nashville, Tennessee) ist eine US-amerikanische Schauspielerin.

## Leben
Elizabeth Anna Halcyon Littleford wurde als Tochter einer Professorin und eines Kardiologen in Nashville, Tennessee geboren. Sie studierte am Swarthmore College und machte ihren Abschluss an der The New School in New York City. Sie verblieb in New York und trat in ihrem selbst geschriebenen Theaterstück This Is Where I Get Off 1996 am Off-Broadway auf. Im selben Jahr wurde sie für die The Daily Show engagiert, wo sie nicht nur bis zum Jahr 2000 in über 148 Folgen auftrat, sondern auch ihren Ehemann, den Produzenten Rob Fox kennenlernte und 1998 ehelichte. Anschließend konnte sie sich als Nebendarstellerin in mehreren Filmen wie Drillbit Taylor – Ein Mann für alle Unfälle und Crazy, Stupid, Love. und Serien wie Tripp’s Rockband und The Hard Times of RJ Berger etablieren.

## Filmografie (Auswahl)

### Filme
- 1998: Kein Vater von gestern (A Cool, Dry Place)
- 1999: Mystery – New York: Ein Spiel um die Ehre (Mystery, Alaska)
- 2002: Wer tötete Victor Fox? (Unconditional Love)
- 2007: Ben 10 – Wettlauf gegen die Zeit (Ben 10: Race Against Time)
- 2008: Drillbit Taylor – Ein Mann für alle Unfälle (Drillbit Taylor)
- 2010: StarStruck – Der Star, der mich liebte (StarStruck)
- 2011: Crazy, Stupid, Love.
- 2013: Movie 43
- 2013: It's Not You, It's Me
- 2017: Random Tropical Paradise
- 2018: I'll Be Next Door for Christmas
- 2019: Home Is Where the Killer Is
- 2019: Adventure Force 5

### Serien
- 1996–2000: The Daily Show (The Daily Show with Jon Stewart, 148 Folgen)
- 1998–2000: Chaos City (Spin City, acht Folgen)
- 2003–2004: One on One (sechs Folgen)
- 2006–2012: Family Guy (vier Folgen)
- 2009–2010: Rules of Engagement (drei Folgen)
- 2009–2011: Tripp’s Rockband (sieben Folgen)
- 2010–2011: The Cleveland Show (drei Folgen)
- 2010–2011: The Hard Times of RJ Berger (20 Folgen)
- 2011: Desperate Housewives (zwei Folgen)
- 2012–2015: Hund mit Blog (Dog With a Blog, 70 Folgen)
- 2017: Designated Survivor (1 Folge)
- 2019: Dead to Me (Folge 1x7)
- 2020–2021: Love, Victor (3 Folgen)